# Michaux-Perreaux Dampfrad

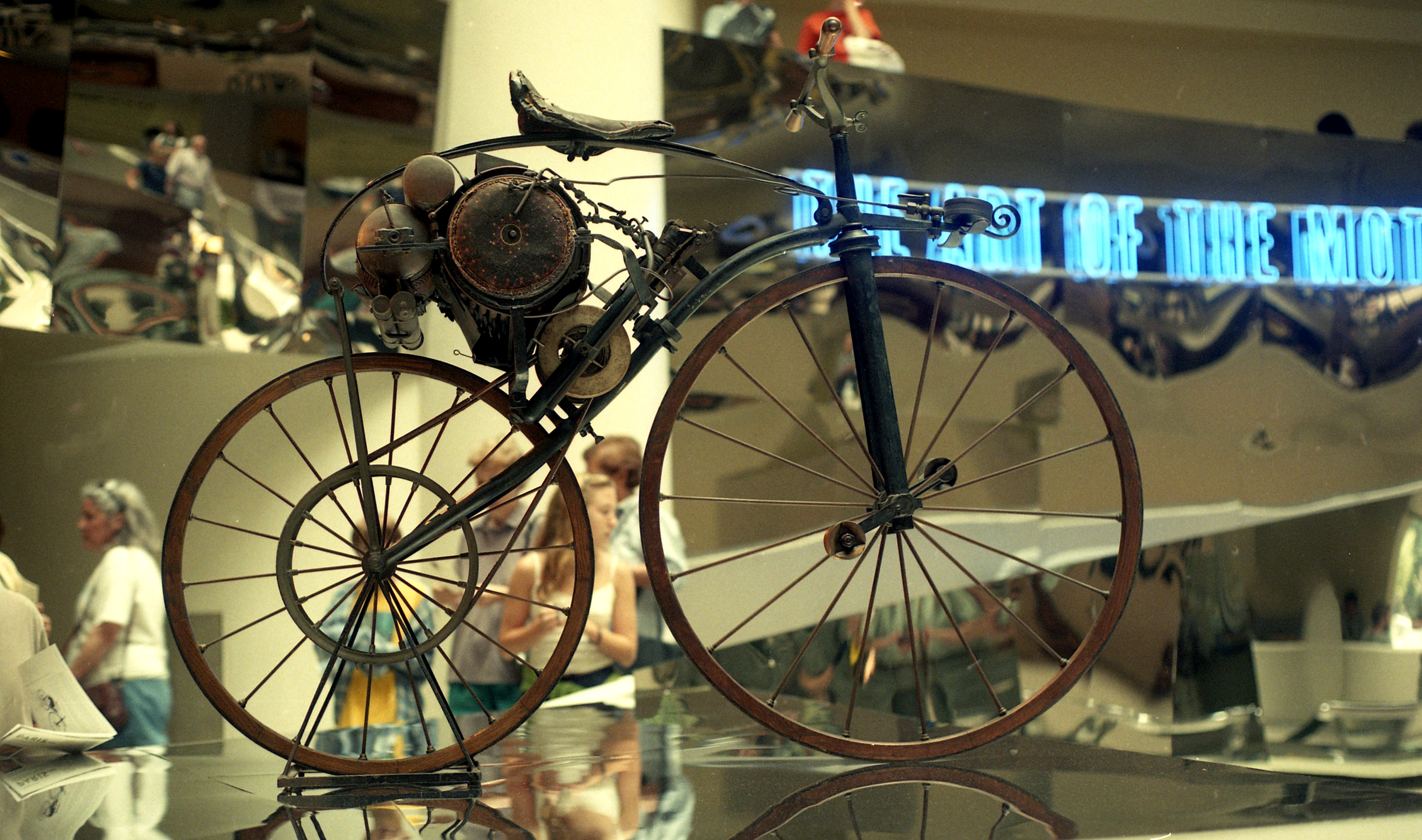
Michaux-Perreaux-Dampfrad von 1869

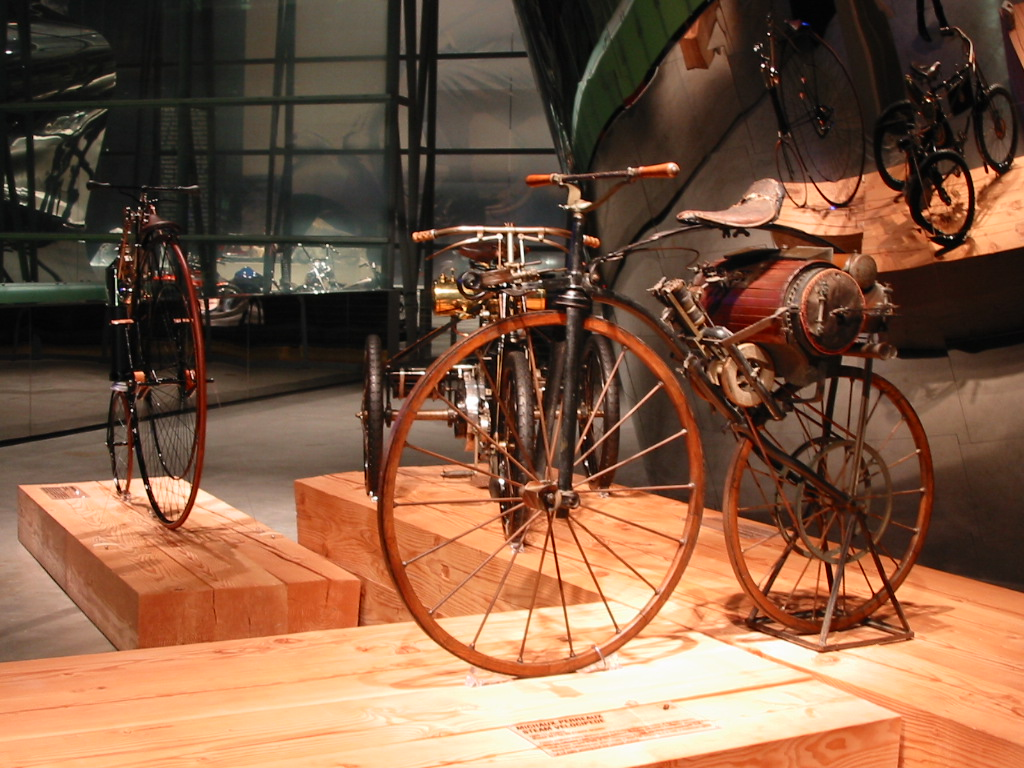

Das französische Michaux-Perreaux-Dampfrad von 1869 war ein Vorläufer des Motorrads.

## Entwicklung und Technik
Das Dampfrad von Pierre Michaux und Louis-Guillaume Perreaux, nach einer Quelle am 26. Dezember 1868, nach anderen Quellen im Dezember 1869 patentiert, hatte  einen eisernen Michaux-Fahrradrahmen, auf den die Erfinder eine 31 cm³ kleine Dampfmaschine mit spiritusbeheiztem Kessel bauten. Die Kraftübertragung erfolgte mit zwei Schnurriemen auf die Riemenfelge des Hinterrades. Gleichzeitig hatte das Dampfrad am Vorderrad Tretkurbeln, da der Dampfantrieb nur als Hilfsantrieb konzipiert war.
Als Leistung werden für die Dampfmaschine bei einer Bohrung von 22 mm und einem Hub von 80 mm 1 bis 2 PS angegeben. Der Dampfmotor mit einem Eigengewicht von 61 kg verhalf dem insgesamt 88 kg wiegenden Dampfrad zu einer Höchstgeschwindigkeit von 15 km/h.
Mit dem Dampfrad wurde im April 1870 die Strecke Paris–Saint-Germain (15 km) zurückgelegt. Der hohe Schwerpunkt und die Hitze unter dem Fahrersattel verhinderten einen kommerziellen Erfolg. Wilhelm Maybach besaß wohl eine Beschreibung des Michaux-Perreaux-Dampfrads aus einer amerikanischen Zeitschrift.
Das erhaltene Originalmodell ist heute im Besitz des Musée de l’Île de France in Sceaux.